# Vecsey Sándor (költő)
Vecsei és somóaljai Vecsey Sándor (Tata, 1828. március 10. – Budapest, 1888. április 18.), királyi táblai bíró, magyar költő.

## Családja és származása
A református vallású nemesi származású somlóaljai Vecsey család sarja. Atyja somlóaljai Vecsey Károly (1800-1865), Tata református lelkésze, anyja Tóth-Pápai Ágnes volt. Az apai nagyszülei somló-aljai Vecsey Miklós (1753–1820), Kocs református lelkésze, 1814 és 1820 között volt a tatai egyházmegye esperese és Soós Julianna. Az anyai nagyszülei Tóth-Pápay Pál (1783-1856), ácsi református lelkész, esperes, és Erős Mária voltak. Fivére somló-aljai dr. Vecsey Gyula (1837–1912), aki fiatal korában a pesti Rókus kórház orvosa volt, majd Pest-Pilis-Solt-Kiskun vármegye tiszteletbeli főorvosa, a gödöllői császári és királyi palota-orvosa volt; neje dr. Vecsey Gyuláné persai Persay Vilma (1853–1915), a Pest megyei nemesi származású persai Persay család tagja volt.

## Élete
Vecsey Sándor, az alsóbb iskoláit helyben a kegyesrendieknél, a felsőbbeket Pápán a református főiskolában végezte. Pápán a képzőtársulatnak tagja és az «Estikék» című hetilap szerkesztője volt. Ezután a «Fűz alatt» című bús románca a képző társulat által kiadott «Tavasz» című Zsebkönyvben jelent meg (1845). A Pesti Divatlap közlé legelőször «Temetés» című költeményét (1846. 3. sz.); azután majd minden lap és évkönyv hozott tőle költeményeket. Mint joggyakornok fenn volt az 1847–48. pozsonyi országgyűlésen, honnan visszatérve, királyi táblai jegyzőnek esküdött fel és az igazságügyi miniszteriumnál lett fogalmazó. 1860 augusztusában Pest város jegyzőjévé választották. 1863 októberében a magyar földhitelintézet a jogi osztályhoz fogalmazónak nevezte ki, hol jogi előadó, később királyi táblai biró lett.
1888. április 18-án hunyt el Budapesten.
Arcképe: kőnyomat nyomt. Rohn 1859. Pesten. (A Hölgyfutár melléklete). Névaláírása: (Hazánk és a Külföld 1863. 13. sz.).

## Házassága és gyermekei
1866. december 3-én Abonyban, feleségül vette Pirényi Hermin kisasszonyt, akinek a szülei Pirényi Sándor, a siklósi uradalom jószág igazgatósága és dömötöri Horváth Sarolta voltak. Két gyermek származott a frigyből:
- somlóaljai Vecsey Károly Antal Miklós (Pest, 1867. október 27.–Budapest, 1886. június 16.),[9] a magyar Ludovika akadémia növendéke. Nőtlen.
- somlóaljai Vecsey Ilona Róza Hermin (Pest, 1870. május 5.–Arad, 1899. november 19.).[10][11] Férje: Pap Elemér (1861.–Aradkövi, 1916. augusztus 3.), királyi műszaki tanácsos, a nagyváradi kultúrmérnöki hivatalnak a főnöke.[12][13]

## Munkái
- Vecsey Sándor költeményei. Kiadta Jókai Mór. Pest, 1855
- Ujabb költeményei. Uo. 1860. (Ism. M. Sajtó 65. sz.)

## További irodalom
- Danielik, Magyar Irók II. 364. l.
- Hölgyfutár 1861. 100, 1863. 45. sz.
- Ország 1863. 40. sz. (Erdélyi János)
- Családi Kör 1863. 6. sz. kőny. arczk.
- Petrik Könyvészete és Bibliogr.
- Rohrbacher, Tata története. Tata, 1888. 197. l. és gyászjelentés